# Kanak (jubilerstwo)
Kanak – rodzaj szerokiego naszyjnika z oprawionych w złoto pereł lub drogich kamieni, przylegającego do szyi w kształcie obroży.
Kanak lub kanaczyk jest określeniem staropolskim. Naszyjnik taki był popularny w XVI-XVII wieku.
Również turecka ozdoba fryzury ze sznurów pereł, używana także w Polsce w XVII wieku.